# Камберлендские сосиски
Камберлендские сосиски (англ. Cumberland sausage) — свиная колбаса, рецептура приготовления которой традиционна для графства Камберленд (Великобритания) уже более 500 лет. Отличается очень пряным, перечным вкусом, грубой текстурой и особой спиральной формой (до 50 см длиной в развёрнутом состоянии). В марте 2011 года комиссией ЕС продукту был присвоен статус PGI (Защищённое географическое указание).

## История
Камберлендские сосиски традиционны для Камбрии более 500 лет. Достоверно неизвестно, как формировалась рецептура, характерный вкус и узнаваемая форма. Предполагается, что они были завезены сюда немецкими шахтёрами в XVI веке. Исторически сложилось, что местная колбаса всегда отличалась своей пряностью. Во многом это связано с широким распространением в XVIII веке специй, доставляемых из портов соседней Шотландии. В этот период в Камбрию из колоний завозили имбирь, чёрный и белый перец, мускатный орех, а также другие продукты, такие как меласса, сахар и ром. Многие из этих ингредиентов и сформировали традиционный вкус камберлендских сосисок. Первая попытка письменно зафиксировать традиционный рецепт относится к 1911 году, когда продукт был описан в книге под названием «Надёжный путеводитель по заготовке Камберлендских ветчин и бекона и приготовлению субпродуктов в Камберлендском стиле» (англ. Reliable Guide to the curing of Cumberland Hams and Bacon and the Preparation  of  the  offal  in  the  Cumberland  Style).
До 1950-х годов для изготовления сосисок использовалось только мясо местного сорта свиней камберлендской породы, отличавшейся выносливостью и подходящей к прохладному и влажному климату Камбрии. Эта свинина имела отличные вкусовые качества и аромат, являвшиеся уникальными. Животное даже стало своеобразным символом региона, но к началу 1960-х годов на волне интереса к здоровому нежирному питанию поголовье его сократилось всего до нескольких особей. В качестве альтернативы в настоящее время используются свиньи других пород.

## Состав и технология производства
Согласно спецификации, поданной в 2006 году в комиссию ЕС департаментом сельского хозяйства Великобритании для присвоения статуса PGI, традиционные камберлендские сосиски являются колбасным изделием из свинины и пряностей в форме спирали. Характерной особенностью является то, что, в отличие от многих других колбас, сосиски не слипаются между собой даже при длительном хранении. Срез имеет розовый цвет с видимыми вкраплениями приправ. Текстура грубая. Для приготовления используется свиная вырезка (минимум 80 %, использование костей, хрящей и субпродуктов недопустимо), соединительные ткани (до 11 %) и свиной жир (до 20 %), сухари (используется пшеничный хлеб, картофельный крахмал, рис, соя; недопустимо использование клейковины), ледяная вода (до 5 %), специи (в порядке убывания доли): белый перец, чёрный перец, соль, тимьян, шалфей, мускатный орех, кайенский перец.
Ранее свинину разделывали и нарезали для начинки вручную, достаточно крупно, не до состояния фарша. В настоящее время допустимо использование мясорубок с диаметром отверстий 4-5 мм. К мясу добавляют сухари и ледяную воду, после чего всё тщательно перемешивают и засыпают специи, комбинацию которых из перечисленных выше каждый производитель может устанавливать самостоятельно. Смесью наполняют оболочки из натуральных свиных кишок (синтетические оболочки недопустимы).